# Na własną prośbę
Na własną prośbę – polski film obyczajowy z 1980 roku, w reżyserii Ewy i Czesława Petelskich. Pierwowzorem scenariusza do filmu było opowiadanie autorstwa Janiny Wieczerskiej pt. Nie ma sprawy.

## Opis fabuły
Głównym aspektem filmu jest konflikt pomiędzy dyrektorem zakładu a świeżo upieczonym pracownikiem, zdolnym fachowcem, wizjonerem, człowiekiem uczciwym i twardym. Dyrektor jest zaś człowiekiem ambitnym, lecz nie zawsze uczciwym, utrzymującym się na powierzchni dzięki układom. Fachowiec otrzymuje urlop bezpłatny i podejmuje pracę za granicą, dyrektor zaś zostaje zwolniony z posady.

## Obsada aktorska[1]
- Andrzej Żarnecki (Zawodny)
- Stanisław Michalski (Ciałowski)
- Witold Pyrkosz (Stelmaszek)
- Krzysztof Chamiec (Laskowski)
- Janusz Kłosiński (Boroń)
- Bolesław Płotnicki (Gryngajtis)
- Stanisław Niwiński (Haruzel)
- Zofia Merle (Milska),
- Bogusław Sochnacki (sekretarz KW)
- Leon Niemczyk (Jerzy)
- Bogusz Bilewski (dziennikarz)

## Nagrody
- 1980 - Ewa Petelska - Olsztyn - Festiwal Polskiej Twórczości Telewizyjnej - nagroda "Gazety Olsztyńskiej" za walory społeczne filmu.
- 1980 - Czesław Petelski - Olsztyn - Festiwal Polskiej Twórczości Telewizyjnej - nagroda "Gazety Olsztyńskiej" za walory społeczne filmu.